# Contea di Chengcheng
La contea di Chengcheng (澄城县S, Chéngchéng XiànP) è una contea della Cina, situata nella provincia dello Shaanxi e amministrata dalla prefettura di Weinan.